# Symbole dollar
$
Pour les articles homonymes, voir Dollar (homonymie).
Le symbole dollar ($) est un symbole monétaire utilisé pour signifier les monnaies dénommées « dollar » ou celles nommées « peso » en Amérique latine.
Le dollar est aussi la monnaie des États-Unis d'Amérique et d'autre pays

## Histoire du symbole

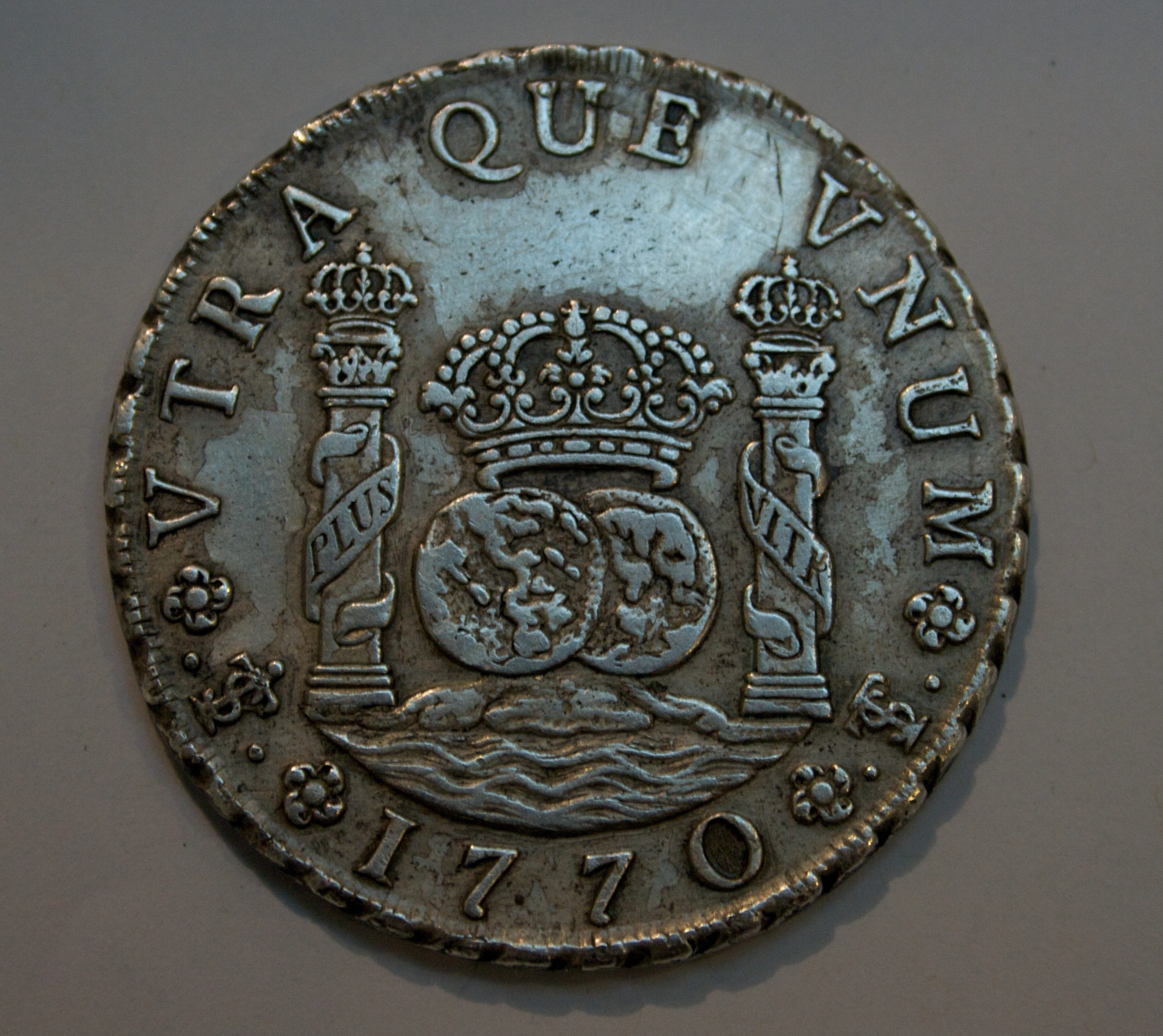
Pièce de huit de Potosí avec la devise Plus Ultra de Charles Quint, 1770, British Museum. Les colonnes d’Hercule y sont visibles.

Armoiries de l’Espagne.

L’usage du « S » barré ($) comme petit symbole du dollar américain aurait pour origine le dessin qui figurait sur les pièces coloniales espagnoles de 8 réaux (mais aussi sur celles de un demi, un, deux et quatre réaux) frappées pour la plupart d'entre elles entre 1732 et 1771 aux ateliers monétaires de Mexico, Lima, Santiago du Chili et Potosí.
Après avoir constitué la base du système monétaire des États-Unis jusqu'en 1793, 
pièce de 8 réaux espagnole y est restée un moyen de paiement légal jusqu'en 1856 (on appelait ce dollar le « Pillar dollar »). On pouvait y voir deux piliers autour desquels était enroulé une banderole portant la devise des souverains et formant sur le pilier de droite un « S » barrévisible sur la photo du Pillar dollar ci-contre. Les deux colonnes symboliseraient le détroit de Gibraltar, la porte de l’Atlantique que les Grecs appelaient les colonnes d’Hercule.
Il existe cependant d'autres théories :
- le signe du dollar serait le résultat de l’évolution du symbole du peso espagnol ou mexicain, « P's ». Le « S » progressivement écrit par-dessus le « P » aurait donné l’abréviation « $ »[3],[4],[5],[6] ;

- le sigle $ viendrait de l'abréviation « US », pour « United States », les deux lettres étant superposées[7]. Le « U » aurait fini par être remplacé par deux barres pour des raisons de contraintes typographiques[réf. nécessaire]. Cependant, cette théorie ne tient pas compte du fait que ce symbole était utilisé bien avant la création des États-Unis.

- Le signe du dollar serait une ligature dll avec un d cursif « ẟ », ressemblant à un S[8].

## Autres monnaies représentées par le symbole dollar
En plus des pays du monde dont la monnaie est le dollar, plusieurs pays utilisent le symbole dollar pour faire référence à leurs monnaies qui sont les suivantes :

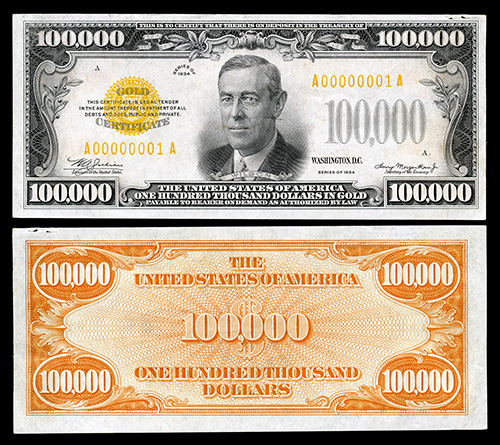
On peut y voir sur ce billet de 1934 le symbole « dollar » avec deux barres, qui n’est considéré que comme une variante typographique dans certaines polices de caractères.

- le peso argentin ;
- le réal brésilien ;
- l'escudo cap-verdien ;
- le peso chilien ;
- le peso colombien ;
- le peso cubain ;
- le peso dominicain ;
- le peso mexicain ;
- l'escudo portugais (n'existe plus) ;
- le pa'anga tongien ;
- le peso uruguayen.

## Informatique
En informatique, le symbole dollar est couramment utilisé à diverses fins en raison de sa présence quasi universelle sur l'ensemble des claviers du monde.
- Sur les systèmes Unix, le « $ » représente l'invite (« prompt ») par défaut de l'interpréteur de commandes du genre du shell Bash (et ses cousins sh, csh, etc) ;
- Dans une expression régulière, le symbole dollar indique la fin de la chaîne ou de la ligne (c'est selon).
- En langage shell de type Unix et en langage Tcl, c'est le préfixe de substitution, c'est-à-dire pour la lecture d'une variable, quoique dans certains langages shell, ça peut aussi servir pour évaluer des expressions comme $((2+2)) ou substituer par un tuyau de lecture le texte produit par une commande, comme $(wc -l mon_fichier) lance une application qui compte le nombre de lignes dans un fichier.
- En PHP, c'est le préfixe de chaque variable locale ou globale, mais pas directement les variables d'objet (lesquelles sont quand même souvent précédés d'une variable à préfixe $ comme $contexte->variable, quand le contexte est lui-même une variable).
- En Perl, c'est le préfixe de chaque variable scalaire (qui peuvent être des pointeurs à des Arrays et des Hashs, mais pas directement ces types de variables, puisqu'elles sont non-scalaires) ; chaque élément d'Array ou de Hash est lui-même une variable scalaire ;
- En Ruby, c'est le préfixe des variables de l'espace dit « global » (à ne pas confondre avec l'espace des constantes, qui est global en principe mais ne porte pas ce nom).
- En BASIC, c'est le suffixe de chaque variable de type chaîne de caractères, quoique de nombreuses versions de BASIC permettent de l'omettre à condition de l'avoir déclaré comme tel (DIM patate AS STRING: patate="allô").
- En LaTeX, ce symbole permet d'écrire un objet mathématique (équation, inéquation, quantificateurs, etc.) :  $2x+3$ ; en doublant le signe, l'objet sera placé sur une ligne séparée et centrée : $$2x+3$$
- Dans Excel et compatibles, ce symbole est un préfixe d'identifiant de rangée ou de colonne signifiant que si la formule est copiée dans une autre cellule, l'identifiant devra être préservé tel quel (absolu), alors que sans ce préfixe, les identifiants sont incrémentés ou décrémentés. $A$1 est complètement absolu, $A1 a une colonne absolue, A$1 a une rangée absolue, A1 est complètement relatif.
- Il y a des milliers de notations différentes en informatique, alors cette liste ne sera jamais exhaustive.

## Sources
- (en) Chambers’s encyclopaedia: a dictionary of universal knowledge, vol. 4 : Maltebrun to Pearson, London, Edinburgh, Philadelphia, William & Robert Chambers Limited, 1901 (lire en ligne)
- (en) Chambers’s encyclopaedia: a dictionary of universal knowledge, vol. 7 : Maltebrun to Pearson, London, Edinburgh, Philadelphia, William & Robert Chambers Limited, 1901 (lire en ligne)